# Михаил Куни
Михаи́л Ку́ни, иногда Куни́ (другие сценические псевдонимы Ганс Куни́-Пикассо́, Ганс Куни́; настоящее имя Моисе́й Абра́мович Ку́нин; 7 сентября 1897, Витебск, Российская империя — 2 января 1972, Ленинград, СССР) — советский цирковой и эстрадный исполнитель, художник.
Ученик Марка Шагала и Роберта Фалька. Член УНОВИС и, вопреки этому, один из немногих оппонентов Казимира Малевича, супрематизма и беспредметного искусства в витебский период Малевича.
В цирке и на эстраде специализировался на психологических опытах, идеомоторной телепатии, быстром счёте, сеансах гипноза и других разделах ментализма; в ранний период цирковой и эстрадной карьеры выступал как художник-моменталист.

## Биография
Моисей Кунин родился в 7 сентября 1897 года в Витебске в еврейской семье. С детства увлекался живописью и спортом. 
В 1913—1914 годах выступал в варьете Москвы, Киева и Одессы с собственным номером «Баланс на трапеции». Посмотрев номер Арраго «Живая счётная машина», начал развивать свои способности к мгновенным арифметическим действиям с многозначными цифрами.
В 1916 году Моисей Кунин окончил Московский коммерческий институт. 
В 1917—1918 годах занимался в Психоневрологическом институте в Москве, изучал труды Ивана Павлова, ассистировал Владимиру Бехтереву.
Кунин — выпускник Витебского художественного училища, ученик Марка Шагала. До ученичества у Шагала, бывшего для него определяющим, Кунин учился у Юделя Пэна. После отъезда Шагала из Витебска был одним из немногих оппозиционно настроенных к Казимиру Малевичу и супрематизму учащихся — при том, что формально был членом УНОВИСа. Кунин никогда не занимался беспредметным искусством и при этом не подвергался давлению со стороны Малевича. Современные исследователи считают это обстоятельство существенным опровержением «клишированно-привычного представления о нетерпимости Малевича и подавлении им инакомыслящих».
Моисей Кунин был главным организатором фотосъёмок в училище во время директорства там Шагала. Фоном для групповых фотографий этого времени почти всегда были стены с работами самого Кунина.
Кунин отличался бурным темпераментом. Из-за неразделённой поначалу любви к Александре Кагановой, ставшей впоследствии его женой, он стрелялся в вагоне поезда, который вёз учеников витебской школы на конференцию в Москву, и едва не убил Иосифа Байтина.
Вместе с Э. Волхонским и Л. Зевиным организовал «Группу трех», которая в мае 1920 года открыла выставку в клубе Сорабиса (Союза работников искусств) в Витебске.
В 1921 году по приглашению Роберта Фалька поступил во ВХУТЕМАС, но учился в нём недолго из-за необходимости содержать семью.
Устроился работать в цирк сначала художником-оформителем, а затем фактически стал цирковым актёром и выступал под псевдонимами Ганс Куни-Пикассо и Ганс Куни. Под Кунина выпускались специальные афиши с заголовком: «Гастроли европейского аттракциона. Ганс Куни-Пикассо. Человек-молния».
В 1924 году начал выступать в цирках Труцци и Киссо с номером «Художник-моменталист», быстро рисуя, в том числе с завязанными глазами и ногами. В конце номера исполнял трюки из репертуара «Живой счётной машины»: называл количество конфет, положенных на цирковой барьер, после мгновенного на них взгляда; количество спичек, высыпанных на манеж; число зубчиков в гребёнке, показанной зрителем. Со временем Куни полностью отказался от номера «Художник-моменталист» и стал совершенствоваться в мгновенных арифметических действиях с различными цифрами. Одним из вариантов номера было написание зрителями на четырёх досках по пять трёхзначных чисел. Доски начинали быстро вращаться, и Куни, до сих пор стоявший к ним спиной, лишь бросив на них взгляд, тотчас называл результат сложения чисел. Также Куни предлагал зрителям нарисовать на досках большое количество фигур разной величины и, взглянув на них, сразу же называл их число. Ещё, глядя на двенадцать мелькавших перед ним дисков, Куни мог в любой последовательности перечислить их цвета.
Позже Михаил Куни выступал на филармонических эстрадах с концертной программой «Психологические опыты» (другое название — «Чтение мыслей»). Закрыв голову чёрным непроницаемым колпаком, Куни находил спрятанные зрителями предметы, угадывал задуманное зрителем имя, отгадывал предварительно написанное зрителем в записке название города. Будущая исследовательница русского авангарда Александра Шатских попала в детстве на один из таких концертов:
Запомнилась гротескная фигура с резкими стремительными движениями, неожиданными жестами; ассистентка ходила по рядам, зрители ей на ухо шептали загаданные слова, которые мгновенно и правильно называл человек на сцене, возбуждая в зале гул восхищённого удивления.
Рассказывал о своём посещении его выступления в мемуарах Михаил Самуилович Агурский. 
Физик Олег Мрачковский так описывал внешность 67-летнего Куни в 1963 году:
На сцену вышел импозантный мужчина лет пятидесяти в строгом темном костюме, при галстуке… Сосредоточенное тщательно выбритое лицо с тонкими, даже несколько хищными чертами. Темные длинные ухоженные, аккуратно подстриженные волосы. Перстень с большим камнем на длинном пальце, неторопливая речь. Никакой назидательности, никакого самопиара. Естественен, уважителен к аудитории, убедителен, никакого занудства…
Серьёзность и занимательность происходившего действия Михаил Куни сопровождал тонким юмором, шутливыми импровизациями и забавными репликами.
Журналист Василий Захарченко писал о свойствах памяти Куни:
Я присутствовал на психологических опытах Михаила Куни. Уже немолодой человек, внимательный, серьезный, он показывал зрителям такие примеры памяти, которые вызывали недоумение и недоверие. Вот на стене вывешено 20 разноцветных дисков. Только мгновение, долю секунды Куни скользит взглядом по этим дискам, затем поворачивается к зрителям и спокойно, обстоятельно объясняет им расположение цветов. Но это ещё не самое удивительное подтверждение человеческой памяти. Три черные доски с колонками цифр. Цифры написаны в пять рядов, состоят из трехзначных чисел. Доски вращаются в разные стороны. Куни только 1-2 секунды смотрит на эти расплывающиеся в пространстве цифры, затем отворачивается, сосредоточенно думает и через минуту называет вам не только цифры, но и сумму всех этих размытых движением чисел. — Не может этого быть! — говорим мы. Но Михаил Куни только улыбается. — Это просто хорошо тренированная зрительная память, — говорит он. — Ведь у меня перед глазами и сейчас стоят эти цифры. Хотите, повторю? — Нет, что вы… — смущаемся мы. Куни приводит нам пример моторной памяти. — Я вспоминаю случай, — говорит он, — который произошел со мной очень давно, кажется в 1930 году. Меня пригласил к себе один профессор, чтобы я показал ему несколько опытов памяти. В присутствии товарищей профессор предложил повторить мне ряд слов, совершенно не связанных между собой. Каков же был мой ужас, когда я услышал только латинские слова, а я даже не знал этот язык! «Довольно», — сказал кто-то, когда было названо сороковое слово, кстати, единственное понятное мне. И всё-таки после небольшой паузы, — продолжает Куни, — я без ошибки повторил все сорок незнакомых мне слов.
Психолог Павел Симонов сравнивал Куни с Вольфом Мессингом:
По моим наблюдениям, Михаил Куни делает всё, что делает В. Г. Мессинг, и даже больше: например, демонстрирует опыты с запоминанием огромного количества информации. Своим замечательным экспериментам Куни тут же даёт правдоподобные объяснения. Выступление Куни проходит деловито, спокойно и… очень напоминает обычную научно-популярную лекцию.
После Второй мировой войны Моисей Кунин передал через одного из своих родственников в Париже привет Марку Шагалу, сразу же откликнувшемуся коротким письмом:
Дорогой Кунин. Вы можете себе представить как я был тронут когда мне передали о Вас а что Вы интересуетесь моей судьбой. Вы помните как я Вас любил. Кунин а я желаю Вам счастья. Я о себе не могу много здесь гостить. Но я целую Вас крепко. Ваш преданный Марк Шагал.
В 1973 году, посетив СССР, Марк Шагал захотел встретиться с Куниным, но никто не осмелился сказать ему, не переносившему слово смерть, что Моисей Кунин умер около года назад.

### Семья
- Жена — Александра Владимировна Каганова.
- Дети:
  - Михаэль Моисеевич Кунин — театральный художник. Автор книги о своём отце «Феномен Михаила Куни» (издана в 2003 году).
  - Борис Моисеевич Кунин.
  - Юлия Моисеевна Троль (урождённая Кунина).

### Публикации Михаила Куни
- Кунин Моисей. Об Уновисе // Витебск: Искусство. — 1921. — № 2–3 (апрель-май).
- Михаил Куни. О памяти, о воле, о себе (литературная запись Л. Сидоровского) // Молодая гвардия. — 1978. — № 1. — С. 185–191.
- Михаил Куни. О памяти, о воле, о себе (литературная запись Л. Сидоровского) // Молодая гвардия. — 1978. — № 2. — С. 188–191.
- Михаил Куни. О памяти, о воле, о себе (литературная запись Л. Сидоровского) // Молодая гвардия. — 1978. — № 3. — С. 220–223.
- Михаил Куни. О памяти, о воле, о себе (литературная запись Л. Сидоровского) // Молодая гвардия. — 1978. — № 5. — С. 216–220.

### О Михаиле Куни

#### Книги
- Кунин М. М. Феномен Михаила Куни. — М.: Русская книга, 2003. — 344 с. — 2000 экз. — ISBN 5-268-00526-X.

#### Статьи и упоминания
- [Заметка о представлении в Тагиле] // Цирк и эстрада. — 1929. — № 15 (65) (октябрь). — С. 15.
- [Заметка] // Dagens Nyheter (Стокгольм, Швеция). — 2.09.1957.
- [Заметка] // Expressen (Стокгольм, Швеция). — 12.09.1957. — № 247 (4538).
- [Заметка] // Kansan Uutiset (Хельсинки, Финляндия). — 1958.
- Платонов К. Занимательная психология. — М.: Молодая гвардия, 1962.
- Воскресенская Н., Тоболев В. Лабиринты памяти. 12 ошибок Михаила Куни // Знание — сила. — 1966. — № 10. — С. 40–41.
- Кириченко А. Разоблачение «Человека-загадки» // Советская эстрада и цирк. — 1967. — № 7. — С. 24–25.
- Мечик Д. И. Искусство актера на эстраде. — Л.: Искусство, 1972.
- Захарченко В. Д. Разговор с электрическим мозгом. — 2-е. — М.: Детская литература, 1975.
- Larissa A. Shadowa. Suche und Experiment. Russische und sowjetische Kunst 1910 bis 1930. — Dresden: VEB Verlag der Kunst Dresden, 1978. — 372 p.
- Кио И. Э. Иллюзии без иллюзий. — М.: Вагриус, 1999. — С. 160.
- Макаров С. М. Куни Михаил Абрамович // Эстрада в России. XX век: Лексикон  / Отв. ред. Е.Д.Уварова. — М.: Российская политическая энциклопедия (РОССПЭН), 2000. — С. 286—287. — ISBN 5-86004-157-8.
- Шатских А. С. Новелла о Моисее Кунине // Шатских А. С. Витебск. Жизнь искусства. 1917—1922. — М.: Языки русской культуры, 2001. — С. 38—40. — ISBN 5-7859-0117-X.
- Сидоровский Л. И. О тех, кого знаю, помню, люблю.... — 2001.
- Макаров С. М. Куни Михаил Абрамович // Эстрада в России. XX век: Энциклопедия  / Отв. ред. Е.Д.Уварова. — М.: Олма-Пресс, 2004. — С. 320—321. — ISBN 5-224-04462-6.
- Антонов Д. Чудеса, секреты и увлечения Михаила Куни.
- Мрачковский О. М. Михаил Куни и незаконнорожденный Сева Казачков // Российская ассоциация иллюзионистов. — 5 августа 2013 года.

## Комментарии
1. ↑  По другим сведениям, Моисей Кунин окончил ВХУТЕМАС в 1924 году (см.: Макаров С. М. Куни Михаил Абрамович // Эстрада в России. XX век: Энциклопедия. — М.: Олма-Пресс, 2004. — С. 320—321. — ISBN 5-224-04462-6.